# Zadnia Żółta Kopka
Zadnia Żółta Kopka (słow. Zadná žltá kôpka) – drobna turnia w słowackiej części Tatr Wysokich, położona na wysokości 2080 m w górnym fragmencie Koziej Grani – południowo-wschodniej grani Jagnięcego Szczytu. Od Skrajnej Jagnięcej Kopki na północnym zachodzie oddziela ją Zadnia Żółta Szczerbina, natomiast od Skrajnej Żółtej Kopki na południowym wschodzie jest oddzielona Skrajną Żółtą Szczerbiną.
Stoki północno-wschodnie opadają z turni do Doliny Białych Stawów, południowe – do Doliny Jagnięcej.
Na Zadnią Żółtą Kopkę, podobnie jak na inne obiekty w Koziej Grani, nie prowadzą żadne znakowane szlaki turystyczne. Najdogodniejsza droga dla taterników wiedzie na szczyt mniej więcej granią od południowego wschodu z Zadniej Koziej Szczerbiny.
Pierwsze wejścia:
- letnie – Imre Barcza i Tihamér Szaffka, 10 lipca 1910 r.,
- zimowe – László Jurán, V. Jurán i Ernő Piovarcsy, 24 marca 1929 r.[3]